# Hippopodina iririkiensis
Hippopodina iririkiensis är en mossdjursart som beskrevs av Tilbrook 1999. Hippopodina iririkiensis ingår i släktet Hippopodina och familjen Hippopodinidae. Inga underarter finns listade i Catalogue of Life.